# Linia kolejowa nr 123
Linia kolejowa nr 123 − drugorzędna, jednotorowa, szerokotorowa, niezelektryfikowana linia kolejowa łącząca stację Hurko z bocznicą szlakową Krówniki. Odbywa się na niej ruch pociągów towarowych.
Linia umożliwia prowadzenie ruchu towarowego pociągami szerokotorowymi w kierunku Medyki z terminala przeładunkowego Rentrans East.
| kilometraż | kilometraż | pociągi pasażerskie                  | autobusy szynowe i EZT               | pociągi towarowe                     |
| od         | do         | Tor nieparzysty (kierunek: Krówniki) | Tor nieparzysty (kierunek: Krówniki) | Tor nieparzysty (kierunek: Krówniki) |
| 0,000      | 1,730      | 40                                   | 40                                   | 40                                   |
| 1,730      | 3,571      | 20                                   | 20                                   | 20                                   |